# Stachyurus
Stachyurus — єдиний рід квіткових рослин родини Stachyuraceae, який походить з Гімалаїв і Східної Азії. Це листопадні кущі чи невеликі дерева з розвішаними кистями 4-пелюсткових квіток, які з’являються на голих гілках перед листям. Рослини мають листки з пилчастими краями.
Stachyurus praecox з Японії та S. chinensis з Китаю, які цвітуть трохи пізніше, культивуються як декоративні рослини, цінуються за винятково ранній період цвітіння.

## Види
- Stachyurus chinensis
- Stachyurus coaetaneus
- Stachyurus cordatulus
- Stachyurus himalaicus
- Stachyurus obovatus
- Stachyurus praecox
- Stachyurus retusus
- Stachyurus salicifolius
- Stachyurus yunnanensis